# Magnolia silvioi
Magnolia silvioi es una especie endémica del departamento de Antioquia (Colombia). Los nombres comunes están incluidos: guanábano de monte, fruta de molinillo, guanabanillo.

## Descripción
Árboles que alcanzan hasta 35 m de altura y 100 cm de diámetro. Las hojas son simples alternas espiraladas, elípticas, coriáceas de 11 a 26 cm de largo y 7,4 a 12 cm de ancho; pecíolo notablemente engrosado en la base y con una cicatriz que lo cubre totalmente. Las flores son de color crema, con dos brácteas hasta 5 cm de largo que cubren el botón floral; poseen tres sépalos y siete pétalos. Los frutos son subglobosos a ovoides, grandes, hasta 16 cm de largo; semillas 1 a 2 por carpelo con cubierta roja.

## Hábitat y distribución local

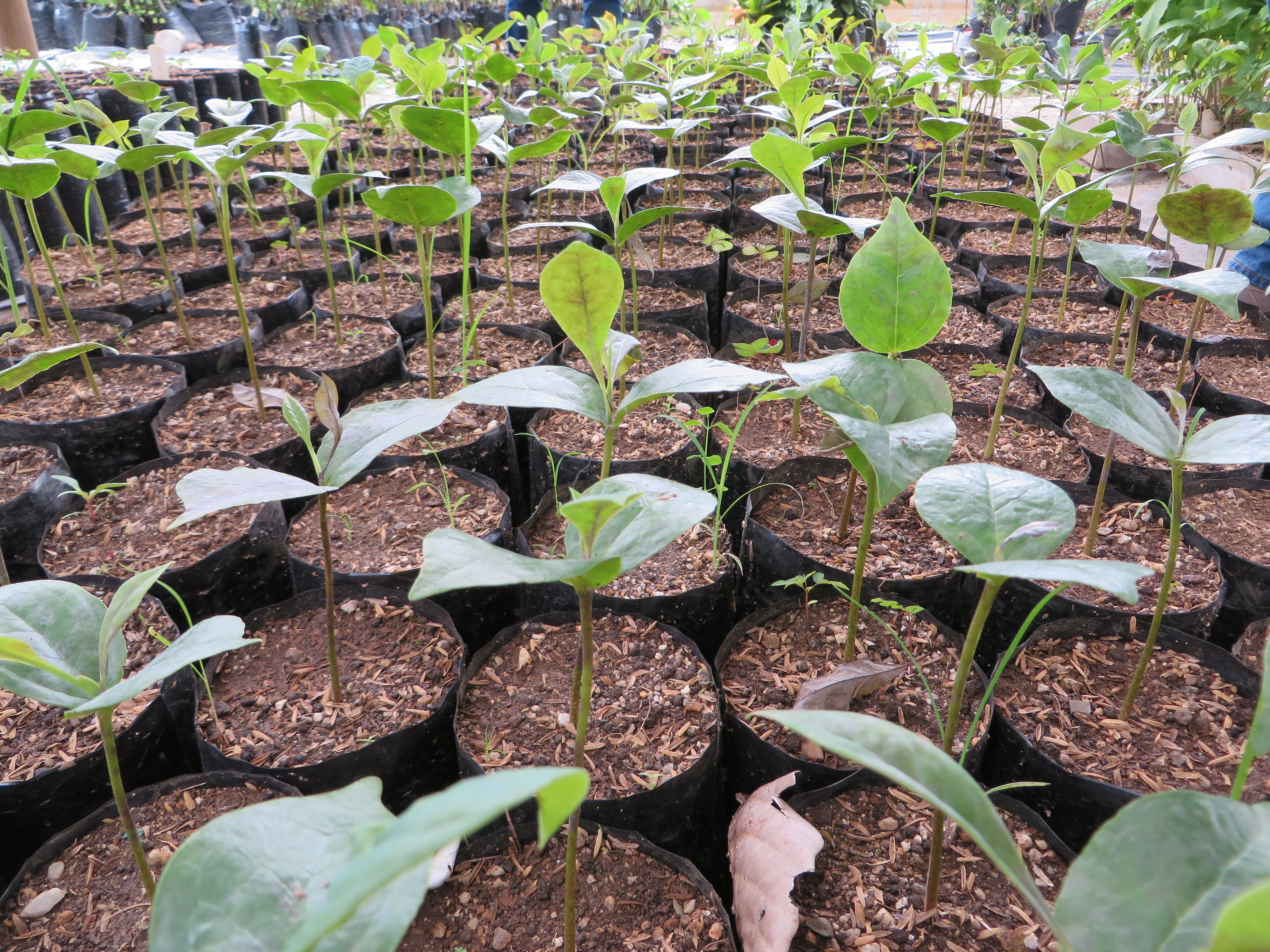
Plántulas de M. silvioi

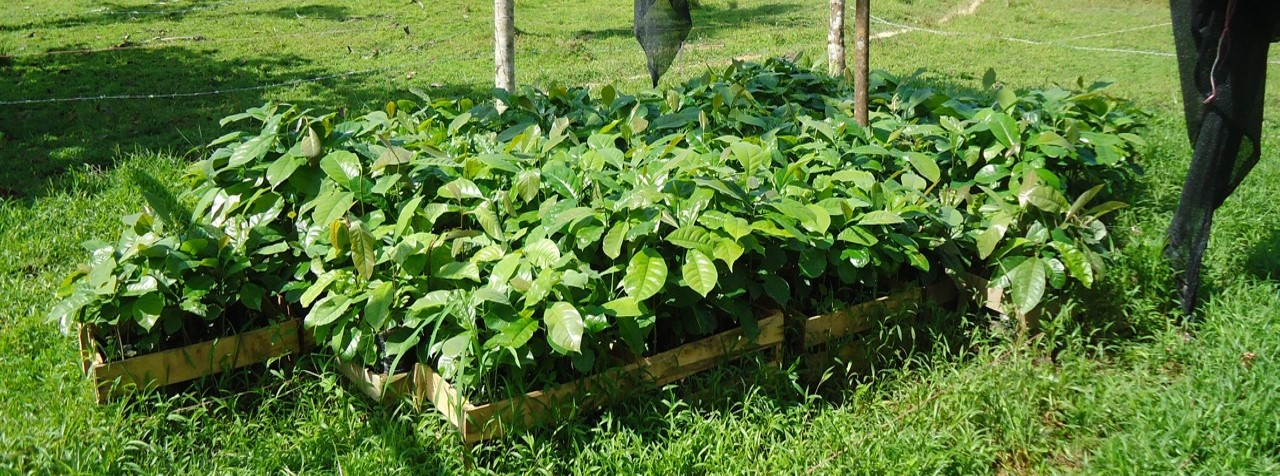
Plántulas de M. silvioi

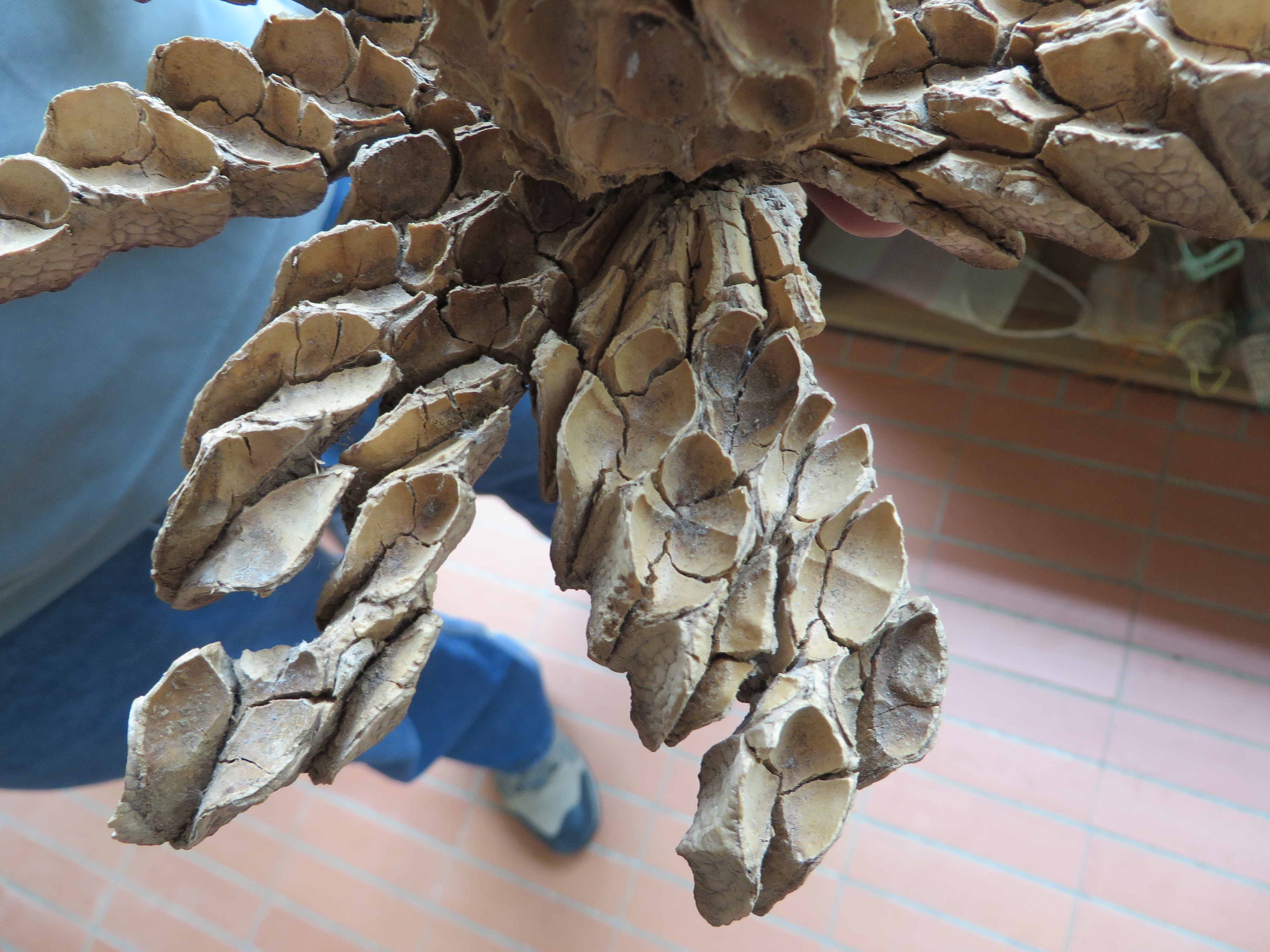
Fruto seca

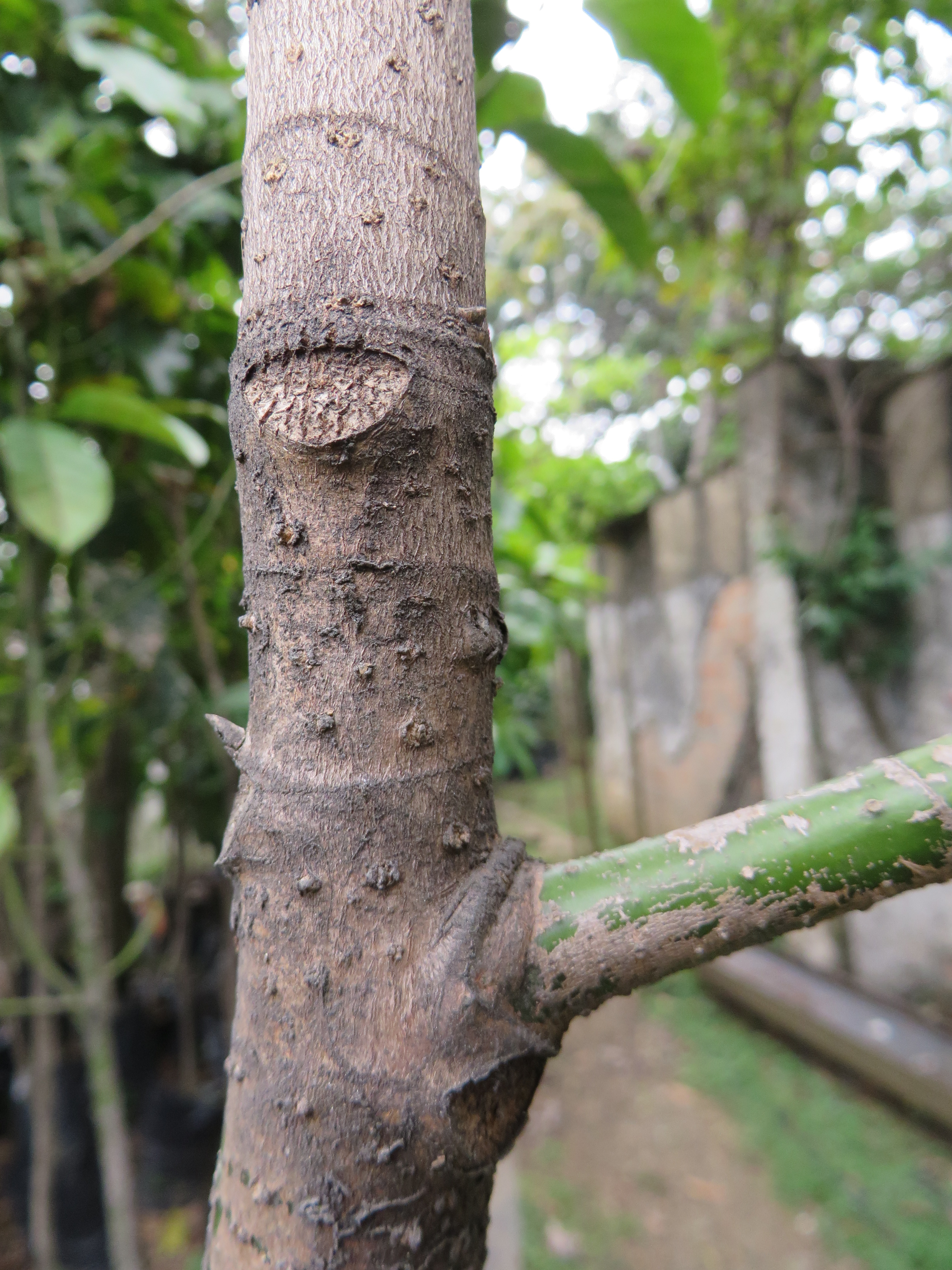
Tronco de M. silvioi

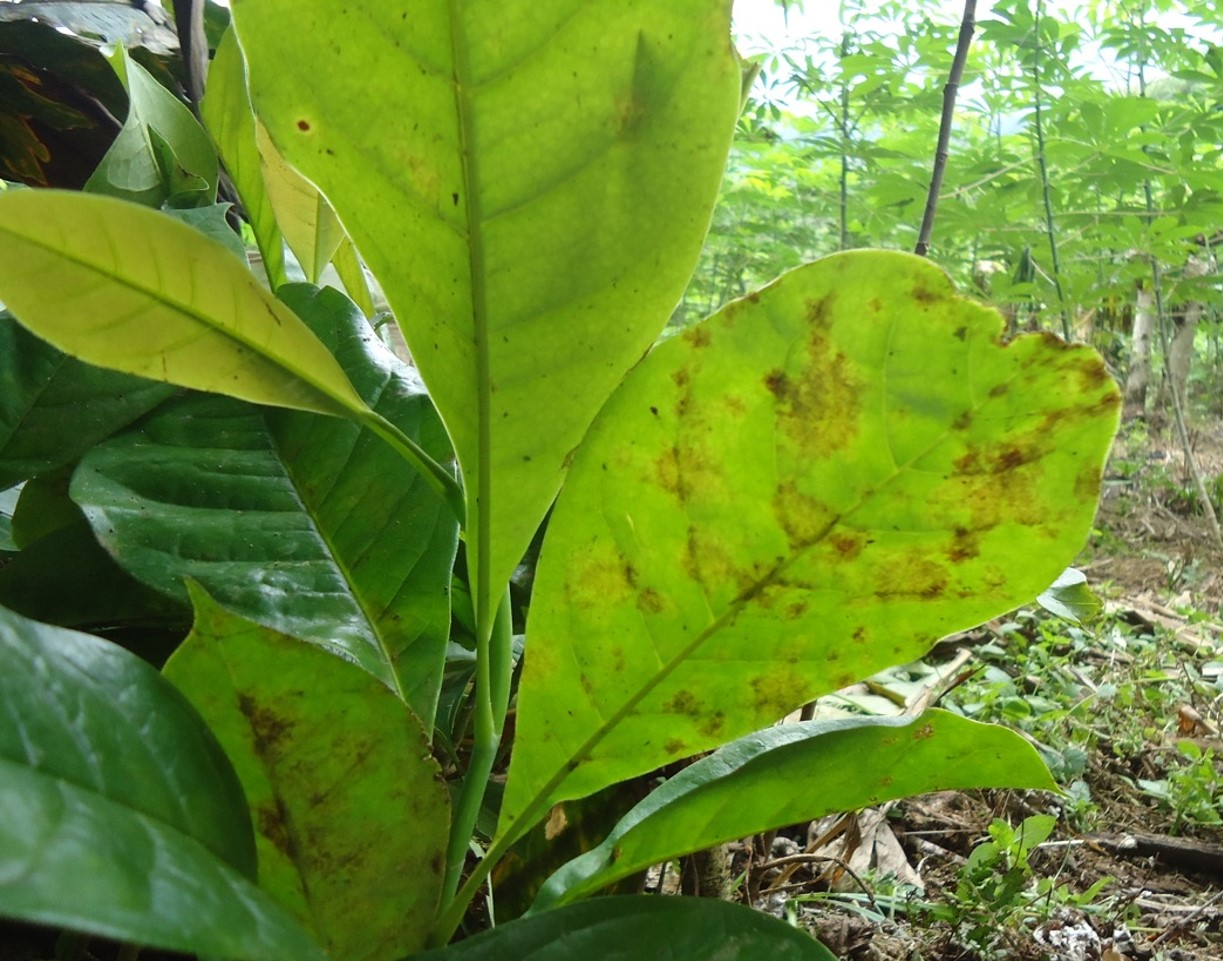
Hojas de M. silvioi

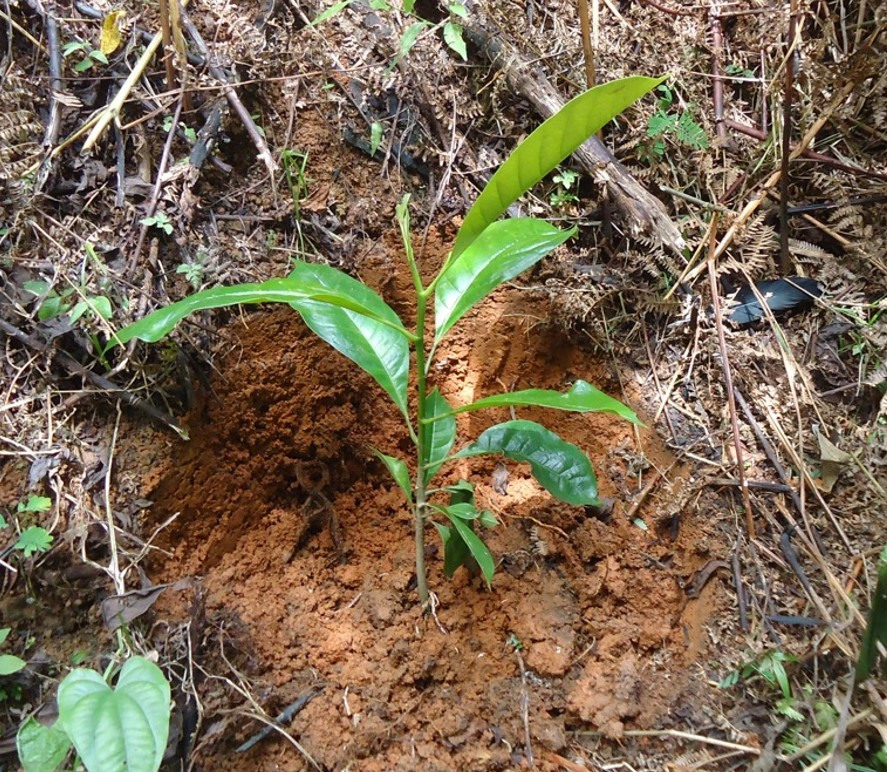
Plántula de M. silvioi

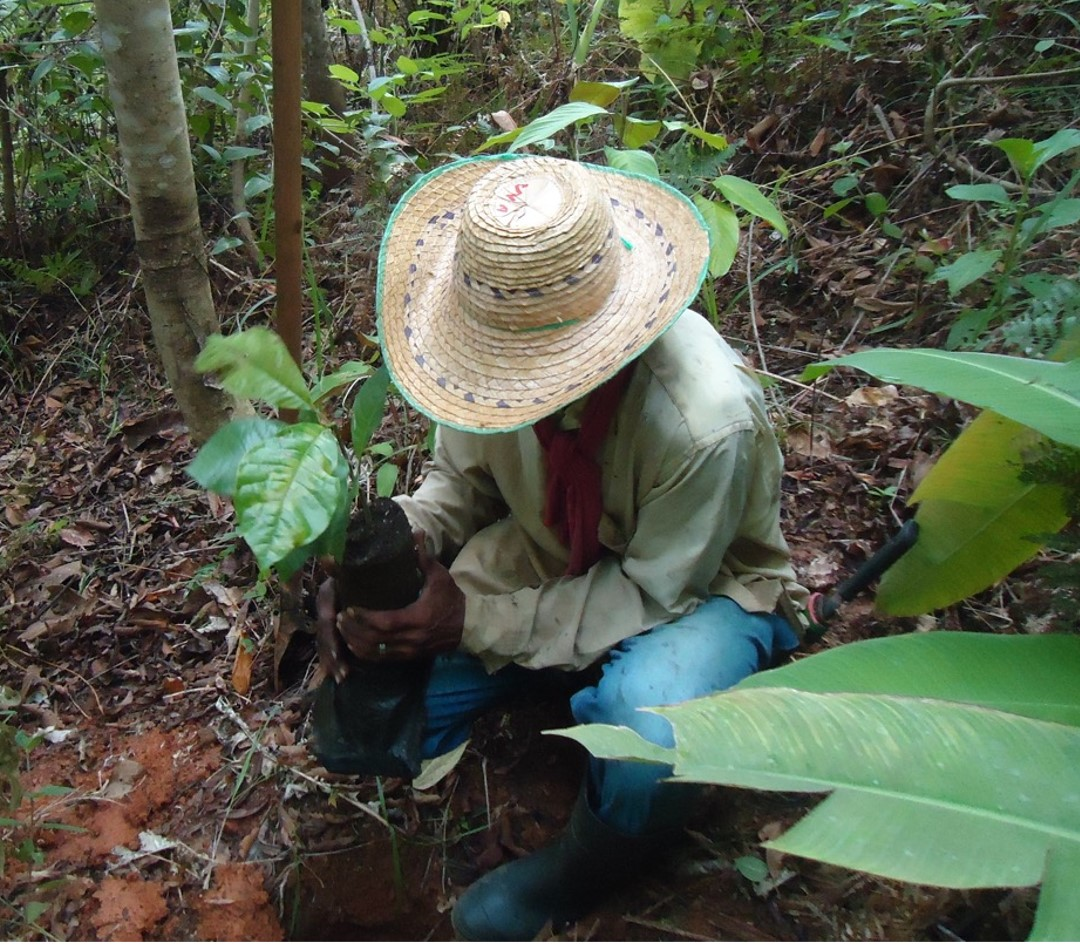
Sembra de M. silvioi

Especie endémica del departamento de Antioquia, donde se distribuye en la Cordillera Central en dos regiones en el nororiente y oriente del departamento en el valle medio del río Magdalena, en un rango altitudinal entre 400 y 1.550 m.

## Usos
En el pasado la madera de esta especie fue utilizada en la construcción de estructuras para minería. En la actualidad posiblemente es utilizada como madera de aserrío. Tiene un alto potencial como ornamental y se ha venido empleando para este fin en el Valle de Aburrá, donde ha mostrado un buen desarrollo.

## Situación actual
Esta especie se encuentra categorizada como “En Peligro” (EN) en el Libro Rojo de Plantas de Colombia, debido principalmente a su pequeño rango de distribución y a que se encuentra en fragmentos de bosque que vienen siendo sometidos a la sobreexplotación de madera de aserrío y rolliza.